# 카리 아미리안
카리 아미리안(Kari Amirian)은 폴란드의 가수이다.